# Радјард Киплинг
Џозеф Радјард Киплинг (енгл. Joseph Rudyard Kipling; Бомбај, 30. децембар 1865 — Лондон, 18. јануар 1936), био је енглески књижевник, новинар, писац кратких прича, песник и романописац.
Киплингова дела фикције укључују романе Књига о џунгли . Ким (1901) и многе кратке приче укључујући Човек који би био краљ (1888). Његове песме укључују Мандалај (1890), Гунга Дин (1890), Богови наслова (1919), Терет белог човека (1899) и Ако (1910). Сматра се једним од највећих иноватора када се ради о уметности кратких прича; његове књиге за децу су класици дечје књижевности, а један је критичар описао Киплингов рад као представу „свестраног и сјајног наративног дара.“
Киплинг је био један од најпопуларнијих писаца у Уједињеном Краљевству, како прозе тако и стихова, крајем 19. и почетком 20. века. Хенри Џејмс је рекао: „Од свих људи које сам икада упознао, Киплинг се мени лично чини као најпотпунији геније, као неко ко се разликује од обичних интелектуалаца.“ 1907. године, када је имао 42 године, добио је Нобелову награду за књижевност, што га је учинило првим писцем на енглеском језику који је добио ту награду, као и најмлађим добитником исте до данас. У неколико наврата био је предложен за британског песничког лауреата, као и за витеза, што је он одбио.
Његова будућа репутација мењала се у складу с политичком и социјалном климом тог доба, а супротстављени ставови о њему као резултат тога настављали су се кроз већи део 20. века. Џорџ Орвел је држао Киплинга за „џинго империјалисту“ објашњавајући да је „морално неосетљив и естетски одвратан”. Књижевни критичар Даглас Кер је написао: „[Киплинг] је и даље аутор који може да инспирише страствено неслагање и његово место у књижевној и културној историји далеко је од устаљеног. Али како доба европских империја јењава, он се препознаје као неупоредив, ако не и контроверзан тумач тога како је доживљавана империја. То, као и све веће признање његових изванредних наративних дарова, чине га силом са којом се треба обрачунати.“
У детињству је научио хинду језик, похађао је војну школу у Девонширу, а 1933. вратио се у Индију и радио као новинар. Путовао је у Јапан, Америку и Јужну Африку. С једнаким жаром деловао је у књижевном и политичком животу Британије. Године 1907, добио је Нобелову награду за књижевност. Његова проза доноси изузетну слику индијског живота и света британских војника, с посебним смислом за свет деце и животиња. Био је заговорник британског империјализма, а као отеловљење колонијализма немилосрдно је карикиран и пародиран. Најчитанија и најзначајнија његова „Књига о џунгли“ карактерише изванредно познавање тајанствене Индије и света животиња.

## Дела
- „Баладе из касарне“
- „Припросте приче с планине“
- „Сабласна рикша и друге приче“
- „Књига о џунгли“
- „Ким“
- „Светлост се угасила“
- „Ако“

## Детињство
Радјард Киплинг је рођен 30. децембра 1865. у Мумбају, у председништву Британске Индије, од мајке Алис Киплинг (дев. Макдоналд) и оца Џона Локвуда Киплинга. Алис (једна од четири изузетне сестре) била је живахна жена за коју би лорд Даферин знао рећи: „Досада и госпођа Киплинг не могу да постоје у истој просторији.“  Локвуд Киплинг, дизајнер скулптура и грнчарије, био је директор и професор архитектонске скулптуре у новооснованој школи уметности „Sir Jamsetjee Jeejebhoy School of Art“ у Мумбају.
Џон Локвуд и Алис су се упознали и почели забављати 1863. године на Радјардском језеру у Радјарду, у Стафорширу у Енглеској. Венчали су се и преселили у Индију 1865. године. Били су толико очарани лепотом подручја Радјардског језера да су своје прво дете назвали по њему. Две Алисине сестре удале су се за уметнике: Џорџијана је била удата за сликара Едварда Берна-Џоунса а њена сестра Агнес за Едварда Поинтера. Најпознатији Киплингов рођак био је његов брат од тетке, Стенли Болдвин, који је три пута био премијер, заступник Конзервативне партије, у двадесетим и тридесетим годинама 20. века.
Киплингова рођена кућа у кампусу ЈЈ школе уметности у Мумбају се дужи низ година користила као деканова резиденција. Иако колиба носи плакету која је наводи као место Киплинговог рођења, постоји могућност да је оригинална колиба срушена пре више деценија те да је нова изграђена на њеном месту. Неки историчари и конзерватори такође сматрају да бунгалов обележава локацију која је само близу куће Киплинговог рођења пошто је бунгалов саграђен 1882. године – око 15 година након што је Киплинг рођен. Заправо, Киплинг је изгледа тако рекао декану када 1930.те године посетио ЈЈ школу.
Судећи по Бернис М. Марфи, „Киплингови родитељи су се сматрали „Англо-Индијцима“ (израз који се користио у 19. веку за људе британског порекла који живе у Индији), самим тим би се тако сматрао и њихов син, иако је већи део свог живота провео негде другде. Сложена питања идентитета и националне припадности ће се истакнути у његовој фикцији.“

## Образовање у Британији
Киплингови дани „снажног светла и таме“ у Мумбају завршили су се када је имао пет година. Као што је то био обичај у Британској Индији, он и његова трогодишња сестра Алис („Трикс“) одведени су у Уједињено Краљевство — у њиховом случају у Саутси, у Портсмуту — да живе са паром који је удомљавао децу британских држављана који су службовали у Индији. У наредних шест година (од октобра 1871. до априла 1877. године) деца су живела са паром, капетаном Прајсом Агаром Холовејем, официрем при трговачкој морнарици, и Саром Холовеј, у њиховој кући у улици Кемпбел Роуд број 4, у Саутсију.
У јануару 1878, Киплинг је примљен у „United Services Colege“ у Вестворд Хоу у Девону, школу која је основана неколико година раније за припрему дечака за војску. Школа му је у почетку била јако тешка, али је у њој касније стекао добре пријатеље и обезбедила му је сценографију за приче из школских дана Stalky&Co. (1899) У том периоду Киплинг је упознао и заљубио се у Флоренс Гарард, која му је касније постала инспирација за Мејзи у првом роману Светлост се угасила (1891)

## Повратак у Британију
Пред крај школовања, одлучено је да Киплинг нема академску способност да студира на Универзитету у Оксфорду. Његови родитељи нису имали средстава да га финансирају, тако да му је отац нашао посао у Лахору где је био директор уметничке школе „Мајо“, као и кустос Лахорског музеја. Киплинг је требало да постане помоћник уредника једних малих локалних новина „Civil&Military Gazette“. За Индију је отпловио 20. септембра 1882. године, а у Мумбај је стигао 18. октобра.

## Повратак у Лондон
Одлучио је да се опроба у Лондону, књижевном центру британске империје. Дана 9. марта 1889. године Киплинг је напустио Индију, путујући прво у Сан Франциско преко Рангуна, Сингапура, Хонгконга и Јапана. Киплинг је био јако импресиониран Јапаном, написао је да су Јапанци "љубазни и културни људи". 
Киплинг је затим путовао кроз Сједињене Државе, писао је чланке за Пионир који су касније објављени у „From Sea to Sea and other Sketches, Letters of travel“.
Започео је путовања по Америци у Сан Франциску, затим је отпутовао северно у Портланд, у Сијетл, па у Канаду, у Викторију и Ванкувер, у Британску Колумбију, преко Медисин Хета па назад у САД у Национални парк Јелоустун, затим источно до Омахе, потом у Чикаго, а касније на Нијагарине водопаде, Торонто, па у Вашингтон, Њујорк и Бостон.
Током овог путовања упознао је Марка Твена у Елмири и био је веома импресиониран њиме.

## Лондон
У Лондону, часописи су прихватили неколико Киплингових прича. Такође је пронашао место где ће провести наредне две године, у Улици Вилијерс, у близини Черинг Кроса, у згради која је касније названа „Киплингова кућа“.
У нередне две године објавио је роман Светлост се угасила, доживео је нервни слом, и упознао је америчког писца и издавачког агента Волкота Балестиера с којим је сарађивао на роману Наулака. На савет доктора, 1891. године Киплинг се укрцава на још једно путовање где посећује Јужну Африку, Нови Зеланд и опет Индију.
Прекинуо је план да Божић проведе са својом породицом у Индији када је чуо за изненадну Балестиерову смрт од тифусне грознице и одмах је одлучио да се врати у Лондон. Пре његовог повратка, он је искористио телеграм да затражи останак код Волкотове сестре Каролине Стар Балестиер коју су звали Кери, а коју је упознао годину дана раније и са којим је очигледно имао романсу. У међувремену, крајем 1891. године, његова збирка кратких прича о Британцима у Индији, Life's Handicap, објављена је у Лондону.
Дана 18. јануара 1892. године, Кери Балестиер (29 година) и Радјард Киплинг (26 година) су се венчали у Лондону, у англиканској цркви Свих Душа у Лангам Плејсу.

## Сједињене Америчке Државе
Киплинг и његова жена су се усредсредили на медени месец који ће их прво одвести у Сједињене Државе (укључујући и одлазак на породично имање Балестиерових близу Братлбороуа, у Вермонту), а потом у Јапан. Када су стигли у Јокохаму, открили су да њихова банка „Банкарска корпорација Њу Оријентал“ пропала. Како су сазнали за овај губитак на путовању, вратили су се у САД, назад у Вермонт. Кери је тада већ била трудна са првим дететом па су изнајмили једну кућицу на фарми у близини Братлбороуа за десет долара месечно.

## Посете Јужној Африци
Почетком 1898. године, Киплинг је отпутовао у Јужну Африку на зимски одмор, чиме је почела годишња традиција која је (осим следеће године) трајала до 1908. Увек су боравили у "Вулсеку", у кући на имању Сесила Роудса у Грут Шуру (где се данас налази студентска резиденција Универзитета у Кејптауну.)
Захваљујући новој репутацији песника империје, Киплинга су топло примали неки од најутицајнијих политичара у Кејп Колонији, укључујући Роудса, сера Алфреда Милнера и Леандера Стара Џејмсона. Киплинг је гајио ова пријатељства и дивио се тим људима и њиховој политици. Период између 1898. и 1910. године био је пресудан у историји Јужне Африке, укључујући Други Бурски рат, мировни споразум који је затим уследио, као и формирање Јужноафричке Уније 1910. године. У Енглеској, Киплинг је писао поезију у којој подржава британски интерес у Бурском рату и приликом следеће посете Јужној Африци почетком 1900. постао је дописник листа The Friend у Блумфонтејну, који је уређивао лорд Робертс за британске трупе.

## Врхунац каријере
Након смрти своје ћерке Џозефине 1899. године, Киплинг се концентрисао на сакупљање материјала за оно што ће постати Just So Stories for Little Children. То дело је објављен 1902. године након што је Ким први пут издат. Амерички књижевни научник Дејвид Скот тврди да Ким побија тврдњу Едварда Седа о Киплингу као промотеру оријентализма пошто је Киплинг — који је био дубоко заинтересован за будизам — представио тибетански будизам у поприлично сажаљивом светлу, а погледи на роман чини се да рефлектују будистичко разумевање Универзума.  Киплинг је био увређен због говора немачког цара Вилхелма II 1900. године у којем позива немачке трупе да се упуте у Кину како би угушили Боксерски устанак и да се понашају као "Хуни" те да не узимају заробљенике. У својој песми из 1902. године The Rowers, Киплинг је напао Кајзера као претњу Британији и први пут искористио појам "Хун" као анти-немачку увреду, користећи Вилхелмове речи, као и дела немачких трупа у Кини, како би Немце представио као варваре. У интервјуу француском листу Le Figaro Киплинг који је био франкофил, Немачку је назвао претњом и позвао на англоско-француски савез да је заустави.
У првој деценији 20. века Киплинг се налазио на врхунцу популарности. Године 1906. написао је песму Land of our Birth, We Pledge to Thee. Киплинг је написао две кратке приче о научној фантастици, Ноћном поштом (1905) и As Easy As A. B. C (1912), обе се дешавају у 21. веку у Киплинговом Aerial Board of Control универзуму. Ово се сматрало модерном тешком научном фантастиком, и по први пут је представило књижевну технику познату као индиректна експозиција, која ће касније постати једна од главних обележја писца научне фантастике Роберта Хајнлајна.
Ову технику је Киплинг покупио у Индији, и искористио ју је док је писао Књигу о џунгли како би решио проблем енглеске читалачке публике која није разумевала много о индијском друштву.
Године 1907. добио је Нобелову награду за књижевност након што га је те године номиновао Чарлс Оман, професор на Оксфордском универзитету.
Нобелова награда је основана 1901. године, а Киплинг је био први добитник који је писао на енглеском језику.
Након тога је уследило издање две повезане збирке поезије и прича: Puck of Pook's Hill (1906), и Rewards and Fairies (1910). У потоњем се налазила песма Ако. У истраживању Би-Би-Си-ја из 1995. године, изгласана је за најомиљенију песму Велике Британије. Њено позивање на самоконтролу и стоицизам је оно што је чини несумњиво најпознатијом Киплинговом песмом.

## Слободно зидарство
Према енглеском часопису Masonic Illustrated, Киплинг је постао слободни масон негде око 1885. године, што је пре уобичајене минималне 21 године. Инициран је у Лахору.

## Први светски рат
На почетку Првог светског рата, Киплинг је, као и многи други писци, писао памфлете и песме које су са ентузијазмом подржавале ратне циљеве Уједињеног Краљевства о обнављању Белгије након што је то краљевство окупирала Немачка, заједно са још уопштенијим изјавама да се Британија залаже за праведан циљ. Британска влада је у септембру 1914. године питала Киплинга да пише пропагандни програм, понуду коју је он одмах прихватио. Киплингови памфлети и приче су били веома популарни код Британаца током рата, а његове главне теме биле су хваљење британске војске називајући је правим местом за јунаке, затим немачки злочини над белгијским цивилима и приче о томе како су жене мучене страхотама рата, али ипак опстају и тријумфују упркос свим патњама.

## Након Првог светског рата
Делимично као одговор на смрт свог 18-годишњег сина Џона који је погинуо у Првом светском рату у септембру 1915. године, Киплинг се придружио Комисији за ратне гробнице, која је одговорна за британске ратне гробнице направљене као вртови, а које се могу и данас наћи код Западног фронта, као и за све друге локације широм света где су трупе Британске империје покопане.
Киплингова дирљива кратка прича Баштован приказује посете ратним гробљима, а песма The King's Pilgrimage (1922) приказује путовање на које је пошао краљ Џорџ V при којем је обишао гробља и споменике у изградњи Комисије за ратне гробнице .
Након рата Киплинг је био скептичан у вези са Четрнаест тачака и Друштвом народа, али се надао да ће САД напустити изолационизам и да ће послератни свет бити доминиран англоско-француско-америчким савезом. Киплинг се надао да ће Сједињене Државе преузети мандат Друштва народа за Јерменију као најбољи начин спречавања изолационизма и да ће Теодор Рузвелт, којем се Киплинг дивио, још једном постати председник. Киплинг је био ожалошћен Рузвелтовом смрћу 1919. године, верујући да је његов пријатељ био једини амерички политичар способан да Сједињене Државе држи у "игри" светске политике.
Киплинг је био веома непријатељски настројен према комунизму. У песми из 1918. године, Киплинг је написао да су све што је било добро у Русији уништили бољшевици.
Године 1920. Киплинг је основао Лигу Слободе заједно са Хагардом и Лордом Сиднамом. Овај краткорочни пројекат се фокусирао на промовисање класичних либералних идеала као одговор на растућу моћ комунистичких тенденција унутар Велике Британије или, како је Киплинг рекао, "да се супротстави напретку бољшевизма".
Године 1922, Киплинг је постао и ректор Универзитета у Сан Ендрузу у Шкотској, и на тој позицији је остао три године.
Многа старија издања Киплингових књига имају свастику одштампану на својим корицама, везану за слику слона која носи цвет лотоса, што одражава утицај индијске културе. Киплингова употреба свастике била је заснована на индијском симболу сунца која је представљао срећу и санскритску реч која означава "срећно" или "добробит". Он је користио симбол свастике окренуте у обе стране, и надесно и налево, и у то време су је генерално користили и други.
Када су нацисти дошли на власт и узурпирали свастику, Киплинг је наредио да она не сме више не украшава његове књиге. Мање од годину дана пре његове смрти, Киплинг је одржао говор 6. маја 1935. упозоравајући на опасност коју је нацистичка Немачка представљала за Британију.
Киплинг је написао прву Краљевску божићну поруку, коју је прочитао преко Би-Би-Си-јевог Империјског Сервиса краљ Џорџ V 1932. године.

## Смрт и заоставштина
Киплинг је наставио да пише све до почетка 1930-их, али споријим темпом и са много мање успеха него раније. У ноћи 12. јануара 1936, Киплинг је претрпео крварење у танком цреву. Оперисан је, али је умро за мање од недељу дана касније 18. јануара 1936. године, у 70-тој години услед пуцања чира на дванаестопалачном цреву.
На сахрани је мермерни ковчег прекривен заставом Велике Британије између осталих носио и Киплингов рођак, премијер Велике Британије, Стенли Болдвин. Киплинг је кремиран у крематоријуму Голдерс Грин, на северозападу Лондона, а његов пепео је покопан у Поетском углу, у Вестминстерској опатији, поред гробница Чарлса Дикенса и Томаса Хардија.
Утицао је на многе писце као што су Пол Андерсон, Хорхе Луис Борхес, Рандал Џарел, Т. С. Елиот и друге.
Многи филмови су направљени на тему по делу Књига о џунгли, као и познати цртани филм у Волт Дизни продукцији.